# Regnauville
Regnauville (Aussprache [ʁəɲoˈvil]) ist eine französische Gemeinde mit 210 Einwohnern (Stand: 1. Januar 2022) im Département Pas-de-Calais in der Region Hauts-de-France. Sie gehört zum Arrondissement Montreuil und ist Mitglied im Gemeindeverband Communauté de communes des 7 Vallées. Die Einwohner werden Regnauvillois und Regnauvilloises genannt.
Nachbargemeinden sind Guigny im Nordwesten, Le Quesnoy-en-Artois im Nordosten, Chériennes im Südosten, Caumont und Labroye im Süden und Raye-sur-Authie im Südwesten.

## Bevölkerungsentwicklung
| Jahr      | 1962 | 1968 | 1975 | 1982 | 1990 | 1999 | 2008 | 2014 |
| --------- | ---- | ---- | ---- | ---- | ---- | ---- | ---- | ---- |
| Einwohner | 223  | 231  | 213  | 224  | 210  | 210  | 224  | 213  |